# Dripczewo
Dripczewo (bułg. Дрипчево) – wieś w południowej Bułgarii, w obwodzie Chaskowo, w gminie Charmalni. Według danych Narodowego Instytutu Statystycznego, 31 grudnia 2011 roku wieś liczyła 27 mieszkańców.

## Historia
W trakcie wojny bałkańskiej 2 mieszkańców dobrowolnie zgłosiło się do Legionu Macedońsko-Adrianopolskiego.

## Znane osoby
- Kirił Kurtew – episkopata
- Angeł Zotew – hajduk